# کورت اشنایدر
کورت اشنایدر (به آلمانی: Kurt Schneider) (۷ ژانویه ۱۸۸۷ – ۲۷ اکتبر ۱۹۶۷) روانپزشک آلمانی بود که بیشتر به خاطر نوشته‌هایش در زمینه تشخیص و درک بیماری روان‌گسیختگی مشهور است.
چشم‌گیرترین سهم اشنایدر، متمایز ساختن نشانه‌های مرضی درجه اول و نشانه‌های مرضی درجه دوم بیماری روان‌گسیختگی بود. وی بر این باور بود که نشانه‌های درجه اول، تنها ویژهٔ این اختلال است ولی نشانه‌های مرضی درجه دوم را نه فقط در روان‌گسیختگی بل‌که در سایر روان‌پریشیها و اختلالات غیر روانی از قبیل اختلالات شخصیت، می‌توان یافت. نظریه‌های اشنایدر در شکل اصلاح‌شدهٔ نظام تشخیصی دی‌اس‌ام (DSM) مؤثر واقع شده‌است.
علائم درجه اول (First-rank symptoms) اشنایدر شامل ۱۱ علامت است که عبارتند از:
1. Thought insertion: اعتقاد به این که دیگران افکاری را به درون ذهن شخص وارد می‌کنند.
2. Thought withdrawal: گمان آنکه افرادی تعمداً افکار شخص را خارج می‌کنند.
3. Thought broadcasting: اعتقاد به این که افکار شخص به افراد دیگر اشاعه می‌یابند.
4. Voice arguing: شنیدن صداهای وهم‌آوری که منتقد افکار یا اعمال شخص یا آمیزشی از صداهای وهم‌آور دیگر باشند.
5. Voice commenting: صداهایی که به فرد دستور می‌دهند.
6. Audible thoughts: فرد صدای افکار خودش را می‌شنود.
7. made Feelings: احساس القای عاطفه و احساسی خاص در فرد.
8. made Impulses: احساس اینکه یک نیروی خارجی «خواستن» چیزی را به فرد القا می‌کند.
9. made Volition: احساس اینکه یه نیروی خارجی اعمال فرد را در جهت خاصی هدایت می‌کند.
10. ادراکات هذیانی: احساس فیزیکی از درک یا تشخیص حوادث خاص.
11. احساسات جسمانی: احساس لمس شدن یا احساسات جنسی.

- موارد ۱ و ۲ و ۳ هذیان‌های کنترل فکر نیز نامیده می‌شوند.
- به آن دسته از علائم درجه اول اشنایدری که هذیانی (و نه توهمی) هستند، هذیان‌های عجیب و غریب (Bizarre delusions) نیز گفته می‌شود.